# 김진억
김진억(1940년 1월 2일 ~ )은 대한민국의 정치인이다. 제42·43대 임실군수를 역임했다.

## 역대 선거 결과
|  | 54.4% |

|  | 46.99% |

|  | 0% |

|  | 46.31% |

|  | 50.3% |

|  | 37.99% |